# Alessandro Manzoni
Alessandro Francesco Tommaso Manzoni (født 7. marts 1785 i Milano, død 22. maj 1873 sammesteds) var en betydelig italiensk digter og forfatter, især kendt for romanen I Promessi Sposi.

## Opvækst, uddannelse og giftermål
Han var af adelig slægt; gennem moderen nedstammede han fra den højt ansete Cesare Beccaria. Sin første undervisning fik han i Lugano, men drev dog særlig sine studier i Milano, hvor han henlevede næsten hele sit liv. Han var en stor beundrer af Giuseppe Parini og
Vincenzo Monti, den sidste lærte han personlig at kende, og skønt han senere i sine litterære anskuelser blev hans modstander, vedblev han at stå i venskabsforhold til ham.
1805 foretog han sammen med moderen en rejse til Paris, hvor han opholdt sig i fem år. Han skrev her sit første originale arbejde, digtet In morte di Carlo Imbonati (1806) og gjorde i madame de Condorcets hjem i Auteuil bekendtskab med
flere af den tids berømte mænd, blandt andre Claude Fauriel, en fransk historiker og filolog. Han traf også her Jens Baggesen,
hvis Parthenais, som Fauriel havde oversat, gjorde stærkt indtryk på ham.
1808 ægtede han i Milano Enrichetta Blondel, datter af en rig bankier i Genève. Hun var oprindelig calvinist, men
var gået over til katolicismen, og ved hendes indflydelse blev Manzoni, der havde været ivrig voltairianer, en troende katolik, uden dog nogensinde at havne i ufordragelighed og intolerance.
Den første poetiske frugt af denne omvendelse blev de skønne Inni sacri: La Resurrezione, Il norne di Maria, Il Natale, La Passione, udgivne 1815, og den mest fuldendt smukke La Pentecoste, som udkom syv år efter.

## Deltagelse i den nationale bevægelse
Manzoni tog ivrig del i den nationale bevægelse, der førte til Italiens sammenslutning, og hilste Joachim Murats
dristige forsøg med den ikke fuldførte canzone Il proclama di Rimini, hvori han hævder at Italiens forening under en konge er det
eneste middel til landets frelse. Ved budskabet om Napoleons død på Sankt Helena skrev han i
øjeblikkets betagelse sin berømte ode Il cinque maggio, der vakte begejstring i og uden for Italien. Den blev oversat til tysk af Goethe og af Paul Heyse og står stadig som det skønneste af de mange digte, der behandler samme emne.
Skønt Manzoni ikke direkte tog del i den litterære strid mellem klassicismen og romantikkens forkæmpere, står han dog absolut på
romantikkens standpunkt. Men der findes hos ham ingen tåget, overspændt mystik, hans arbejder præges af nationale og historiske
synspunkter, og hans to tragedier Il conte di Carmagnola, der foregår i 15. århundrede, og L'Adelchi, der skildrer Karl den Stores kamp med longobarderne, er baseret på grundige studier og forsynet med historiske noter. Særlig de lyriske partier er smukke, og han anvender med stor virkning korsange. Hans forbillede var Shakespeare, og kravet om de tre enheder er ikke overholdt. Han gør selv rede for sine grunde til at bryde med de klassiske regler i sit brev til den franske kritiker Victor Chauvet, Sur l'unité de temps et de lieu dans la tragedie (1823).

## Den historiske romanI Promessi Sposifra 1827
Allerede 1821 havde han begyndt sin store historiske roman I Promessi Sposi, der udkom 1827. Romanen behandler Milanos historie i 17. århundrede. Flere personer og episoder er historiske, således oprøret i Milano 11. oktober 1628 og pestens hærgen af byen, en glimrende og betagende beskrivelse. Men de to hovedpersoner, Lucia og Lorenzo, og deres fantastiske oplevelser er digterens egen opfindelse. I sine karakterskildringer og sin historiske fremstilling overgår han næsten sit nærmeste forbillede, Walter Scott.
Bogen vakte ved sin fremkomst stor beundring og samtidig stærk kritik. Det var særlig sprogformen, de mange lombardiske udtryk og vendinger, kritikken gjaldt, og Manzoni, som så det berettigede heri, rejste til Firenze, gennemgik med stor nøjagtighed sin bog sprogligt, og efter 13 års arbejde udgav han romanen på ny (1840). I denne skikkelse kom I Promessi Sposi til at stå som norm for det italienske rigssprog. Samtidig med anden udgave udkom La storia della Colonna infame, en historisk, kritisk studie.
Med undtagelse af korte ophold i Paris og i Firenze levede Manzoni fra 1810 et tilbagetrukket liv i Milano, beundret og agtet af alle. Han stod i nært venskabsforhold til flere af tidens store mænd, bland andre Giuseppe Giusti (1809-1850) og Massimo d'Azeglio (1798-1866),
der ægtede en af hans døtre. Det var til minde om Manzoni, at Giuseppe Verdi 1874 skrev sit Messa di requiem.